# 肖岩 (结构工程专家)
肖岩，结构工程专家，浙江大学-伊利诺伊大学厄巴纳香槟校区联合学院能源环境与可持续系统科学系主任。中华人民共和国教育部第四批"长江学者"特聘教授，早年曾就读于天津大学、九州大学。